# メインバンクプラス
メインバンクプラスは、三菱UFJ銀行が2010年1月10日より導入した、個人預金者に対する優遇サービス。

## 概要
三菱UFJダイレクトに加入し、ダイレクトの代表口座とした普通預金にのみ適用可能な「スーパー普通預金」を利用することが条件となる。なお、決済用預金は、スーパー普通預金を利用し、全額保護型を選択しなければ、当行の場合は利用ができない。
また、かつて旧UFJ店でのみ提供されていた「オールワン」は2008年の新システム移行時に全て旧メインバンクへ移行されたため、オールワン加入者は解約済口座や休眠口座以外は全てメインバンクプラスへ自動移行されている。

## 旧サービスからの変更点
従来の同行の個人預金者に対する優遇サービスとしては『メインバンク』が存在したが、本サービスでは以下の点が変更された。
- 従来は、一般の支店で預金口座を開設した場合と三菱東京UFJ銀行インターネット支店で口座を開設した場合で、優遇の内容を決めるステージの判定基準、並びに優遇内容が異なっていたが、これを一本化した。
- 優遇の内容を決めるステージ数が5ステージから3ステージ(事実上は優遇なし[2]も含め4ステージ)に簡略化された。
- 優遇ステージの適用タイミングが「翌々月の月初から月末まで」→「翌月20日から翌々月19日まで」に変更。
- 「三菱東京UFJダイレクトでの他行[3]あて振込手数料が月3回まで無料」というサービスが追加（プラチナステージでのみ適用）[4]。
  - ただし、「振込手数料を含んだ金額」を指定して振込む場合は、振込手数料は有料となる。この注意は振込最終画面しか出てこないため、利用者からシステム上の不備ではないかと苦情が出ている。意図的かどうかは不明ながら結果的に不注意を誘発するかたちで手数料収入を得ており、詐欺的であるとの指摘もある[5]。
- 以下の優遇サービスが終了。
  - 住宅ローン・目的別ローンの「メインバンク」総合サービス専用金利
  - スーパーICカード・ICクレジットカードのショッピングリボ・キャッシング金利優遇
  - 三菱東京UFJダイレクト テレフォンバンキング（オペレーター対応）での当行あて振込手数料半額
  - 外貨定期預金「ホット定期」金利優遇

なお、本サービスの開始に伴い、メインバンク総合ステートメント（郵送方式）は新規受付を停止する。また三菱東京UFJ銀行キャッスルタウン支店およびインターネット支店のケースの場合、その支店の特性上の理由により、一部受けられないサービスがあるため注意が必要。

## ステージ
※優遇特典のステージは高いほうが適用される。例えば、運用資産残高が10万円で給与の受け取りがあり、住宅ローンを利用している場合はプラチナステージとなる。

### 2013年12月19日まで
ホワイトステージ
運用資産残高10万円以上、あるいは以下の条件のうち1つを満たす。
- 給与・年金の受取口座に指定されている
- 自動積み立て定期預金の利用がある
- スーパーICカード（クレジットカード機能）・ICクレジットカードの引き落としがある
- 三菱UFJニコス管轄のクレジットカード（MUFGカード・DCカード・UFJカード・NICOSカード）の引き落としがある
- 三菱UFJダイレクトの代表口座にEco通帳の契約がある

シルバーステージ
運用資産残高50万円以上、あるいは以下の条件のうち1つを満たす。
- 外貨貯蓄預金「継続預入プラン」の利用がある。
- 投資信託「継続購入プラン」の利用がある。
- カードローンの利用がある。ただし、バンクイックや旧UFJモビットキャッシングなどのカードローンを除く
- スーパーICカード・ICクレジットカードにおけるクレジット機能の年間ショッピング利用額が50万円以上100万円未満（2010年7月20日より）

プラチナステージ
運用資産残高500万円以上、あるいは以下の条件のうち1つを満たす。
- 住宅ローンの利用がある。
- 借入残高が1000万円以上。
- スーパーICカード・ICクレジットカードにおけるクレジット機能の年間ショッピング利用額が100万円以上（2010年7月20日より）

### 2013年12月20日以降
2013年12月20日（ステージ判定は同年11月29日付）以降は、原則として三菱東京UFJダイレクトの契約及び初回登録を行った契約者のみが対象となる（65歳以上、もしくは預金残高等合計が1000万円以上の場合は除く）。またステージ判定基準も以下のように変更になる。（いずれもいずれか1つを満たしていればよい）
ホワイトステージ
- 運用資産残高10万円以上
- インターネット通帳（Eco通帳）を利用している
- スーパーICカード（クレジットカード機能）・ICクレジットカードの引き落としがある
- 三菱UFJニコス管轄のクレジットカード（MUFGカード・DCカード・UFJカード・NICOSカード）の引き落としがある

シルバーステージ
- 運用資産残高30万円以上
- 給与（月10万円以上に限る）受取口座に指定されている

プラチナステージ
- 運用資産残高500万円以上
- 住宅ローンの利用がある（完済後2年間まで）
- 借入残高が500万円以上

## 経過措置
メインバンクプラスへの切替に伴う経過措置として、2010年1月9日時点で『メインバンク』を利用していた場合、取引内容に関わらず2010年4月19日までは原則として全員「プラチナステージ」の優遇が行われる。
2013年12月のステージ判定基準変更に伴い、従前の判定基準の一部については以下のような経過措置が取られる。
- スーパーICカード・ICクレジットカードのショッピングご利用累計額
  - 2013年11月10日引き落とし分までがステージ判定基準として使われる。
  - 2014年4月19日までは2012年度累計額と2013年度（4月〜11月）累計額のうち高い方の金額を使用し、従前の基準にてステージ判定を行う。
  - 2014年4月20日 - 2015年4月19日までは、2013年度（4月〜11月）累計額を使用し、従前の基準にてステージ判定を行う。
- フラット35［買取型］住宅ローン利用者
  - 繰り上げ返済等で返済期限が変更された場合でも、当初借入期間終了まで、利用状況に応じたステージ判定を行う。